# Nicolas Desmarets
Nicolas Desmarets, född den 10 september 1648 i Paris, död där den 4 maj 1721, var en fransk statsman.
Desmarets användes tidigt av sin morbror Colbert i finansförvaltningen, men störtades efter dennes död 1683 och trädde åter i tjänst först 1703, såsom den dåvarande finansministern Chamillarts högra hand, med titeln directeur des finances samt efterträdde honom 1708 som contrôleur général. Han ledde finanserna med erkänd skicklighet, fann flera nya skatteformer — inte ens de privilegierade gick fria — och måste även i 
stor utsträckning anlita lånevägen; men finansernas tillstånd var då redan så hopplöst, efter de många krigsåren och vanskötseln under Colberts efterträdare, att Desmarets föga kunde uträtta. Efter Ludvig XIV:s död (1715) ville Desmarets inte tjäna under "conseil des finances", utan tog avsked (enligt svenska ambassadören Sparres brev den 23 september 1715 till Ernst August Vellingk). Hans officiella brevväxling är till stor del utgiven i Boislisles "Correspondance des contrôleurs généraux des finances avec les intendants des provinces" (III, 1898).